# Erythrina burana
Erythrina burana  (лат.) — вид цветковых растений рода Эритрина (Erythrina) семейства Бобовые (Fabaceae).

## Ботаническое описание
Дерево 12 м высотой, с колючими ветвями, цветение происходит после опадания листьев. 

## Ареал и местообитание
Эндемик Эфиопии. Произрастает в лесах, растущих поверх гранитной породы на высоте 1350—2100 м над уровнем моря. Широко распространён в провинциях Харари и Шоа.